# Atlas Losing Grip
Atlas Losing Grip es una banda sueca de punk rock melódico formada en el año 2005, en la ciudad de Lund. 

## Historia
2005-2009
La banda fue fundada en 2005 por Stefan Bratt como bajista y voz y Gustav Burn a la guitarra. Después de algunos cambios en la formación y la grabación de dos demos en 2006 y 2007, la formación se completó con Maxx Huddén a la guitarra y Julian Guedej a la batería. La banda graba con esta formación su primer disco llamado  Shut The World Out en octubre de 2007 aunque su lanzamiento se retrasó a julio de 2008. A ello le siguió una gira europea que duraría 18 meses. En el año 2009 entra a formar parte de la banda el cantante sueco Rodrigo Alfaro, reconocido vocalista que anteriormente había formado parte de las bandas Satanic Surfer o Venerea y con esto la banda pasó a cinco miembros.
2009-2013
En el año 2009, la banda cesó su actividad en conciertos tras una gira por Grecia, antes de que grabaran un Ep de cinco canciones que lanzaron ese mismo año con el sello Black Star Foundation Records. A principios del año 2010 comenzaron una gira como cabeza de cartel con otras bandas que los llevó por países como Eslovenia, Italia, Suiza, Alemania, Francia, Bélgica y Países Bajos, además de tocar en algunos festivales europeos y una gira escandinava donde tocaban junto a Bad Religion. En mayo fue lanzado su segundo álbum de estudio llamado State Of Unrest, que fue grabado por el guitarrista Gustav Burn y masterizado en el legendario Blasting Room por Jason Livermore. El álbum obtuvo un reconocimiento excepcional en la prensa internacional, lo que llevó a realizar una gira más extensa de dos años de duración que los llevó por primera vez a países fuera de Europa como Latinoamérica.
 2013 hasta ahora
En febrero de 2013, la banda volvió a entrar en el estudio de grabación en Suecia y empieza a trabajar en su tercer disco, aunque el título no sale a la luz, un video blog resume el trabajo de estudio con entrevistas a los miembros de la banda. El 8 de octubre de 2014 la banda anuncia que su disco sandrà a la venta el 16 de enero de 2015 bajo el nombre Currents.

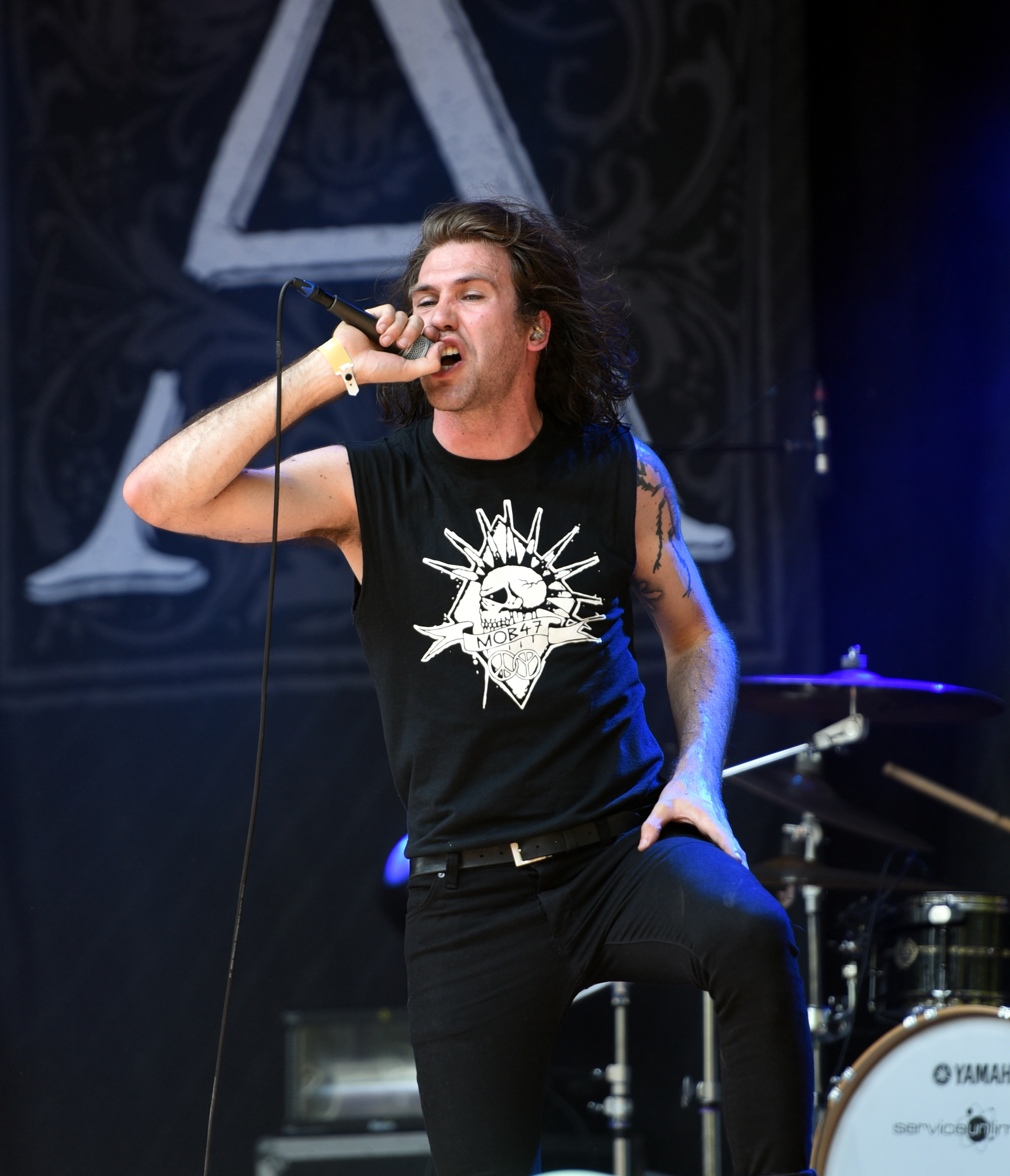
Niklas Olsson
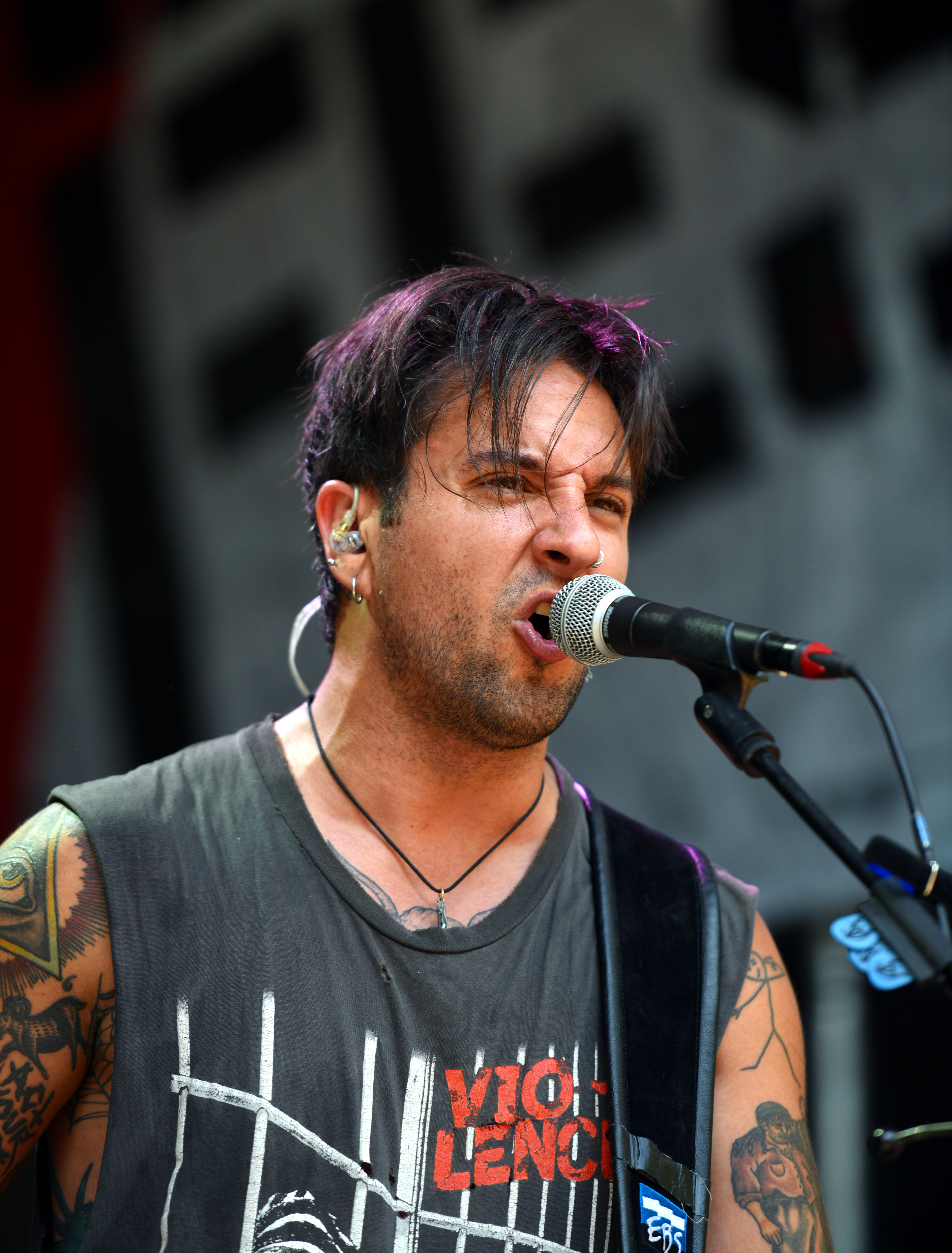
Stefan Bratt
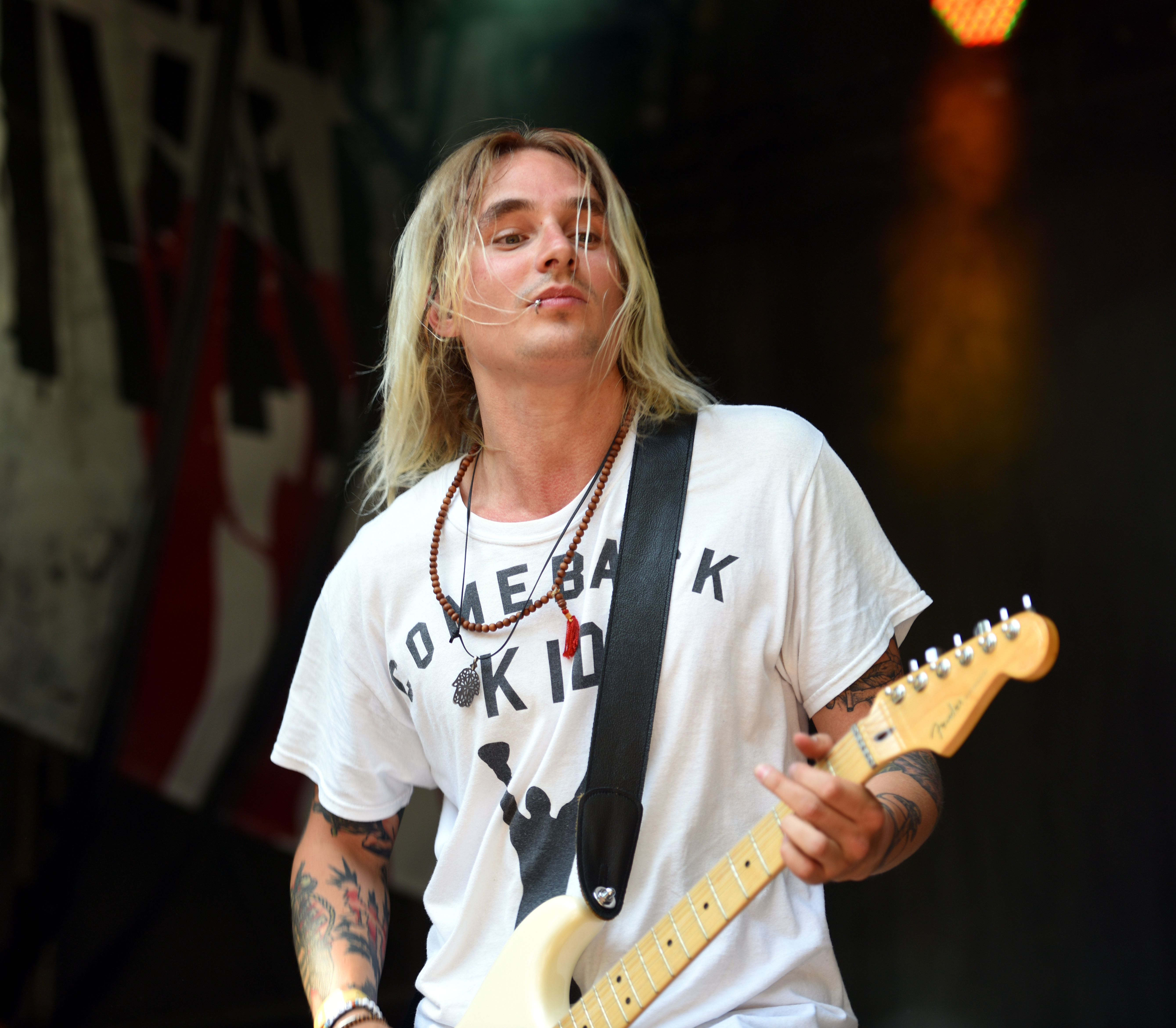
Gustav Burn
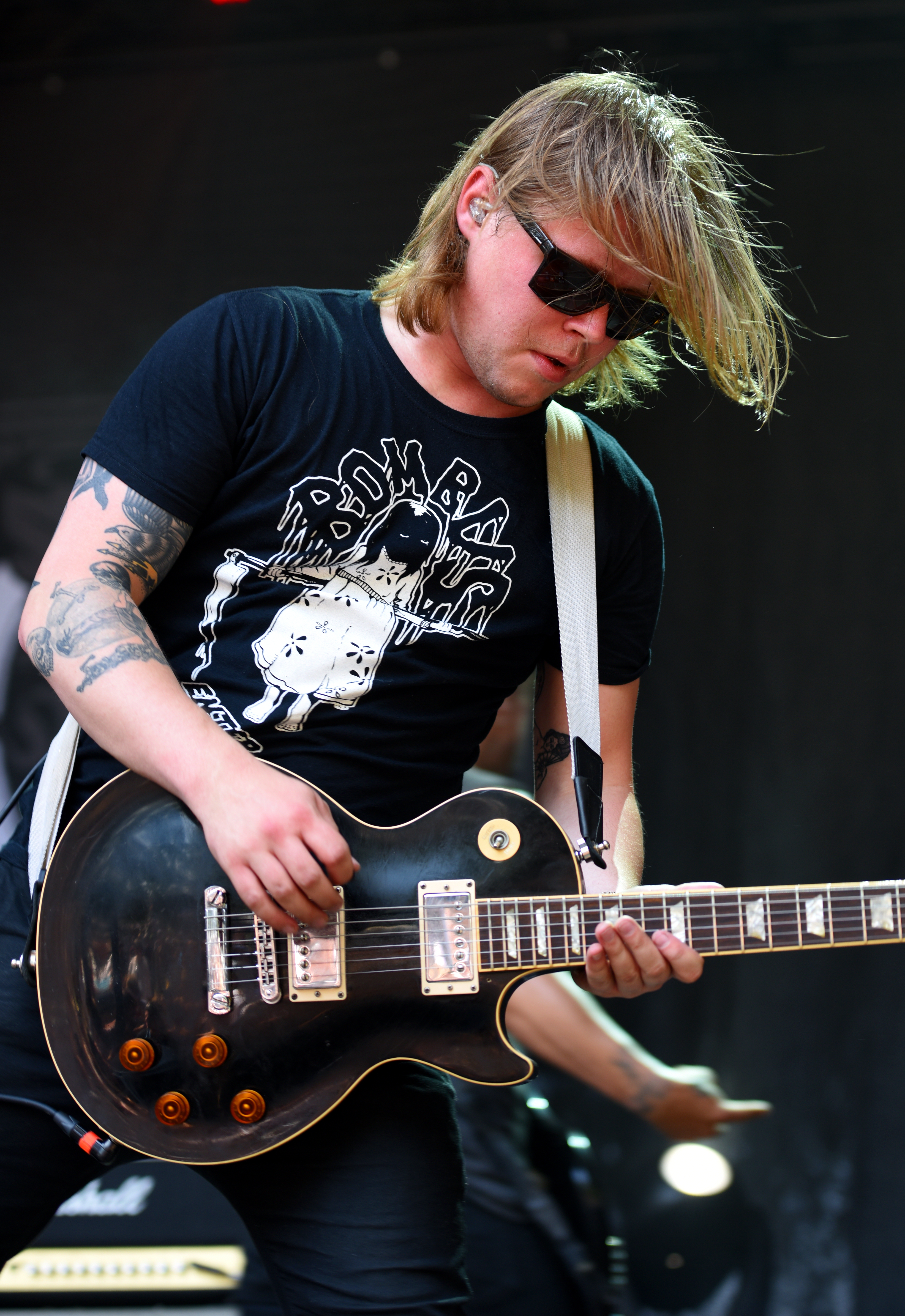
Max Huddén
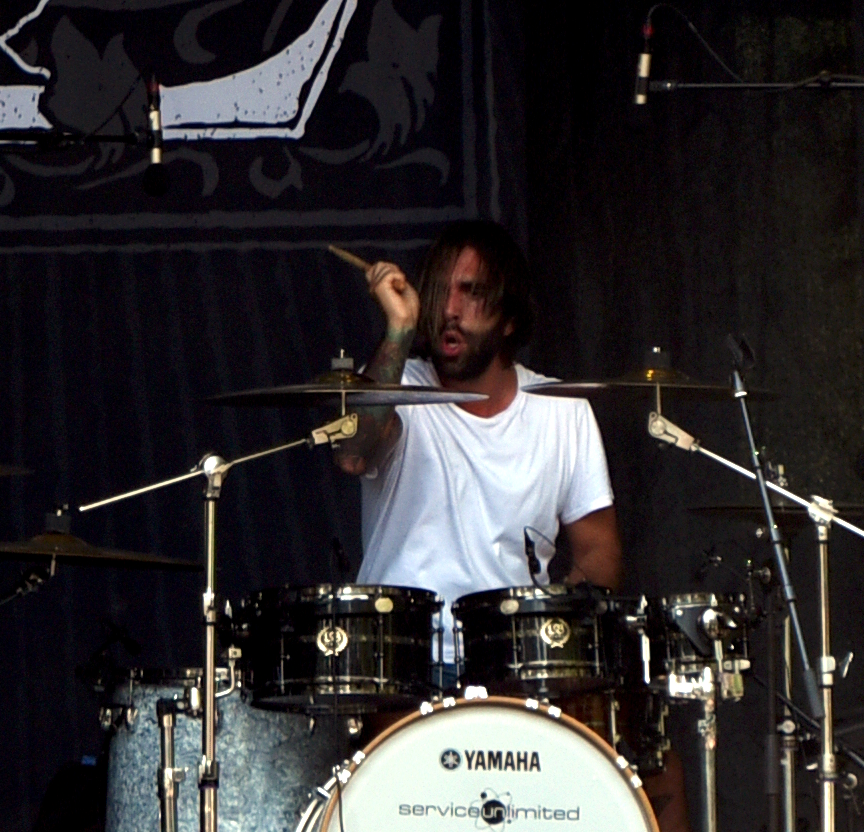
Julian Guedj